# Lepidiolamprologus attenuatus
Lepidiolamprologus attenuatus är en fiskart som först beskrevs av Steindachner, 1909.  Lepidiolamprologus attenuatus ingår i släktet Lepidiolamprologus och familjen Cichlidae. IUCN kategoriserar arten globalt som nära hotad. Inga underarter finns listade i Catalogue of Life.